# Babięty Małe (jezioro)
Babięty Małe (Babant Mały) – jezioro w Polsce, położone w województwie warmińsko-mazurskim, w powiecie mrągowskim, w gminie Sorkwity. 
Powierzchnia jeziora - 66,83 ha, głębokość maks. – 7,5 m, długość maks. – 2350 m, szerokość maks. – 425 m, objętość – 2174,3 m³, długość linii brzegowej – 5300 m, wysokość położenia – 140,4 m n.p.m.
Z północnego zachodu na południowy wschód jezioro jest mocno wydłużone. Od strony północno-zachodniej wpływa do jeziora rzeka Babant (Babięcka Struga), która odwadnia jezioro Babięty Wielkie. Wypływa z południowo-wschodnich krańców jeziora i płynie przez tereny leśne do jeziora Tejsowo.
Zbocza jeziora są strome, otoczone przez łąki i pola uprawne, od strony południowej i wschodniej rozciągają się duże kompleksy leśne. W niewielkim oddaleniu od strony północno-zachodniej jeziora leży wieś Śledzie, a w południowo-wschodniej – wieś Babięty.
Przybrzeżną część jeziora porastają drzewa, wśród których przeważają olchy. Roślinność wodna wynurzona jak i zanurzona jest bardzo dobrze rozwinięta, wzdłuż brzegów jeziora rozciąga się dość szeroki pas oczeretów, a w części zanurzonej występują łąki podwodne oraz Nimfeidy – grążel żółty, grzebień biały i rdestnica pływająca.